# Friedrich Grünanger
Friedrich Grünanger (* 24. Januar 1856 in Schäßburg, heute Sighișoara in Rumänien; † 14. Dezember 1929 in Salzburg) war ein bulgarisch-österreichischer Architekt.

## Leben
Friedrich Grünanger wurde in der Familie eines Webers in Schäßburg, Siebenbürgen geboren. Nach dem Besuch der dortigen Volksschule folgte zwischen 1887 und 1879 ein Architekturstudium an der Akademie der bildenden Künste in Wien unter dem Direktor Friedrich von Schmidt. 1879 wird Grünanger erstmals in Bulgarien in Zusammenhang mit dem Bau des Schlosses für Fürst Alexander I. in der Donaustadt Russe erwähnt. Ab 1883 war er in Rasgrad als Stadtarchitekt tätig.
Zwischen 1884 und 1908 war er leitender Architekt in der Direktion für öffentliche Bauten, Bauleiter des Parlamentsgebäudes in der bulgarischen Hauptstadt Sofia, Architekt für Bau und Erhaltung der fürstlichen Bauten. Sein besonderes Verdienst war ein Planwerk für die Umgestaltung Sofias zu einer modernen Stadt mit breiten geradlinigen Boulevards usw.zu entwickeln, das ab 1889 umgesetzt wurde. In dieser Zeit ernannte ihn Fürst Ferdinand zum Hofarchitekten. Ab 1898 war er Mitglied des Bulgarischen Ingenieur- und Architektenverein.
Von 1915 bis 1929 war Grünanger sowohl in Bulgarien als auch in Österreich tätig. So erbaute er 1909/10 die Villa Hedvig (heute Grünanger-Villa am Kai) in Salzburg, war jedoch danach erneut in Bulgarien, wo er als leitender Architekt der Stiftung Ewlogi und Christo Georgiewi tätig war. Bis zu seinem Tod blieb Grünanger bulgarischer Staatsbürger. Er starb am 14. Dezember 1929 in Salzburg.

## Bekannte Werke
- Gymnasium (1882–1885) in Rasgrad
- Schloss des Fürsten Alexander I. (1882) in Russe
- Justizpalast (1896) in Sofia
- Pädagogische Schule (1889–1894, heute Rathaus) in Kjustendil
- Haus des Generalmajors Nikolaew (1892) in Sofia
- Nordostflügel des Fürsten-Schlosses in Sofia (1894–1895, heute Ethnographisches Museum)
- Bulgarisch-Orthodoxes Priesterseminar (1902–1914) in Sofia
- Kirche Sweti Iwan Rilski (1902–1914) in Sofia
- Versicherungsgesellschaft Balkan (1904, zerstört während der Bombardierung von Sofia) in Sofia
- Vollendung des Militärklubs in Sofia
- Haus Samardschiew (1903, heute türkische Botschaft) in Sofia
- Theologische Akademie (1904–1908, Zentralkuppel zerstört während der Bombardierung von Sofia) in Sofia
- Zentrale Synagoge (1904–1910, eröffnet am 23. September 1923) in Sofia
- Villa Hedvig (1909–1910, heute Grünanger-Villa am Kai) in Salzburg

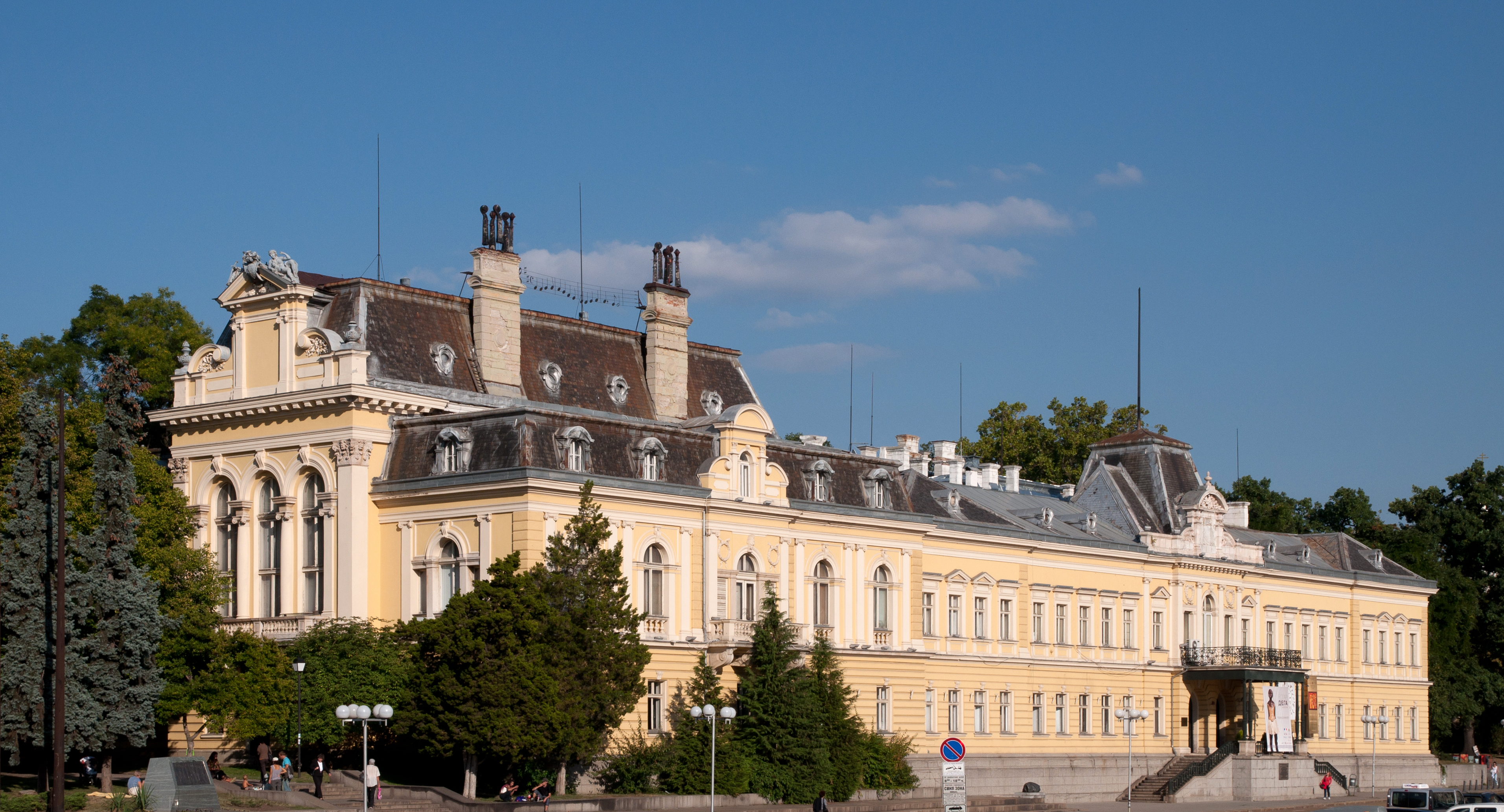
Das ehemalige Fürstenschloss (später Königsschloss) in Sofia
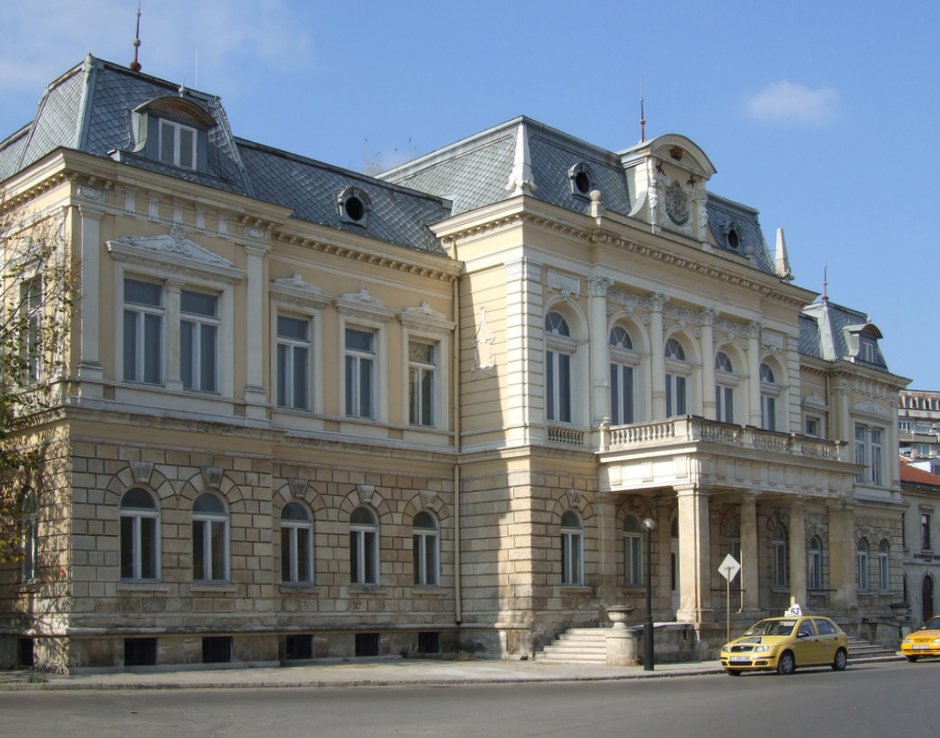
Das Fürstenschloss in Russe
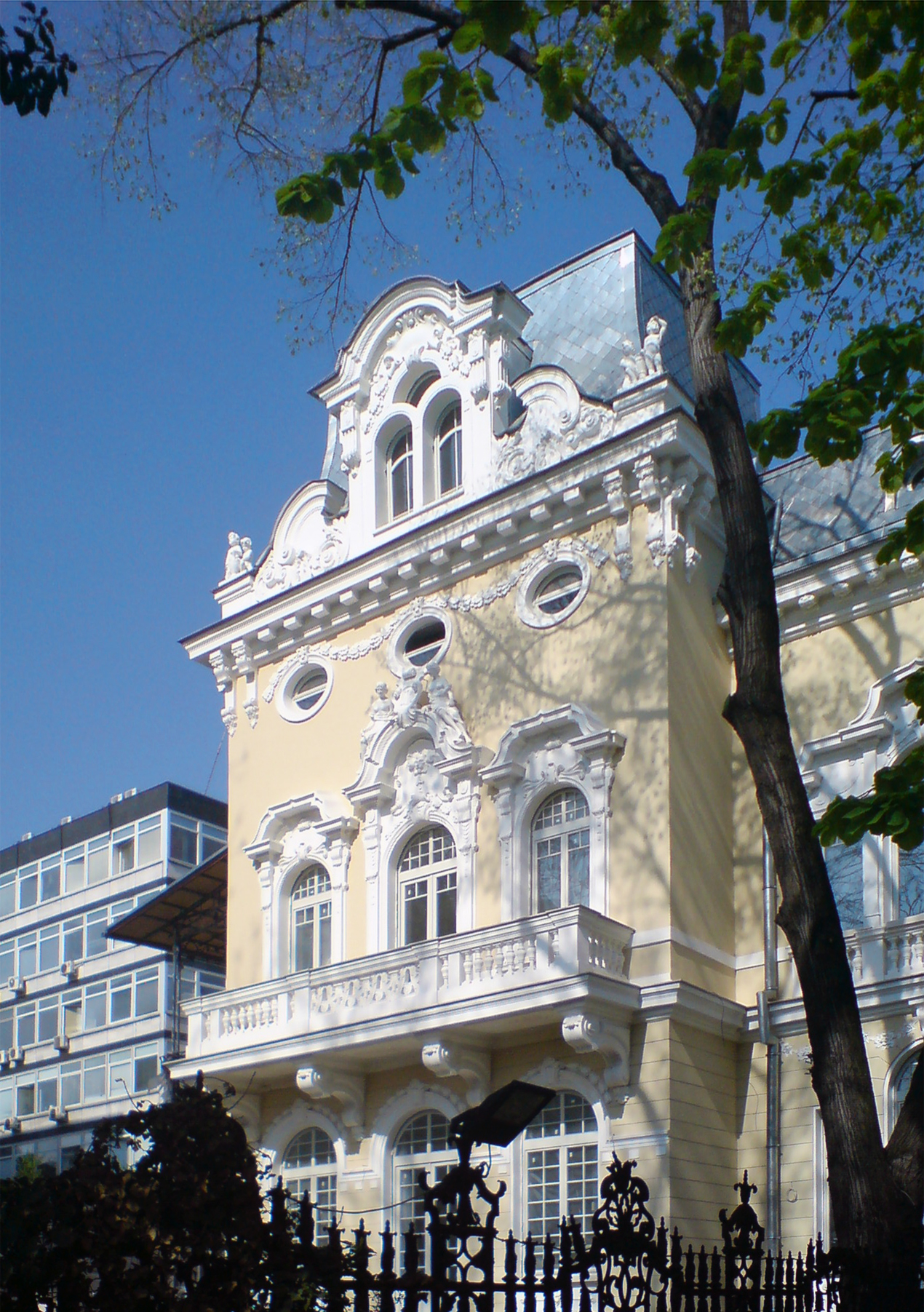
Das Haus von Jablanski in Sofia
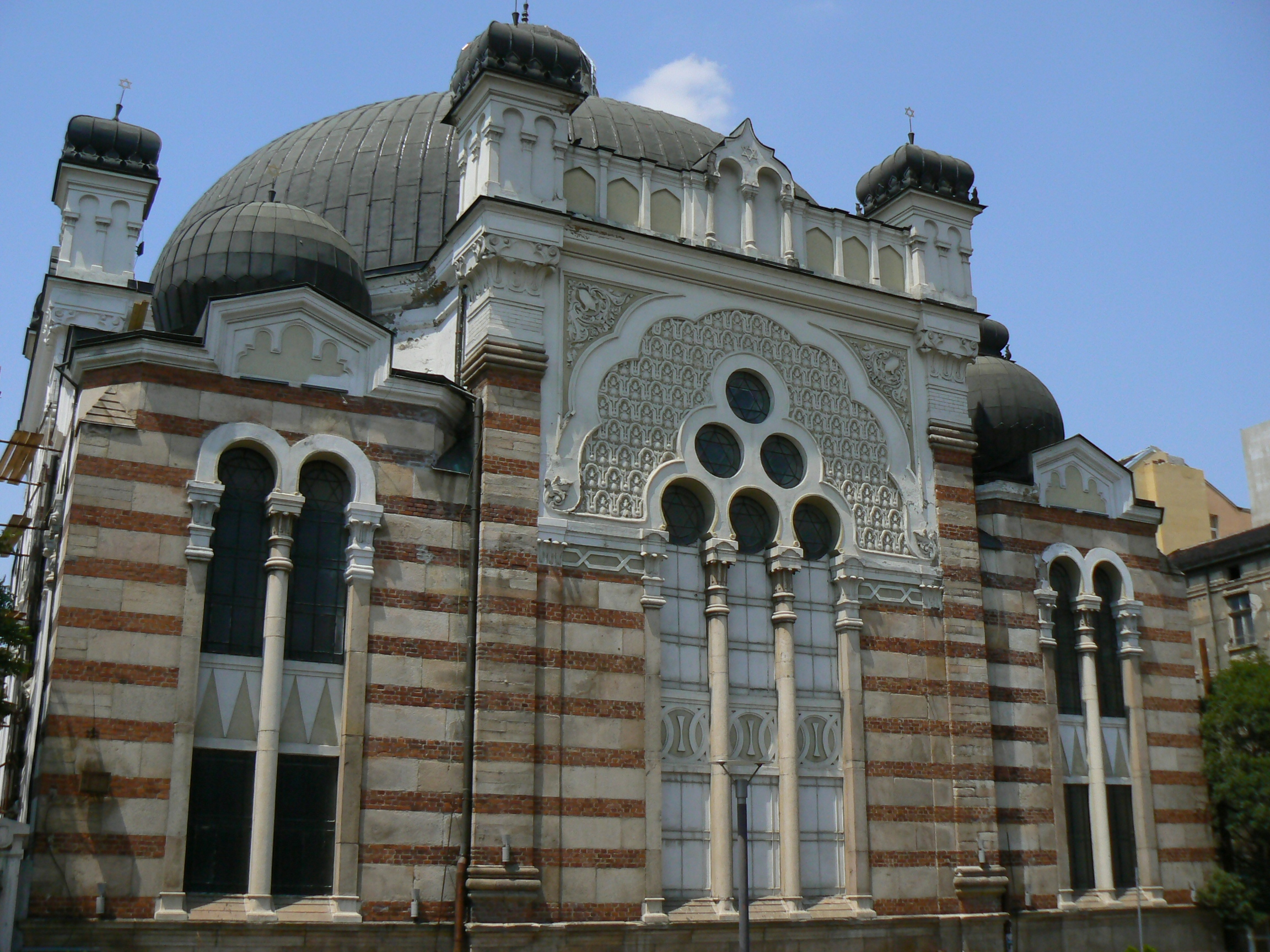
Blick auf die Synagoge von Sofia